# Cher Connard
Cher connard est un roman de Virginie Despentes paru le 17 août 2022 aux éditions Grasset.

## Résumé
Au tournant des années 2020, dans un contexte post metoo, une correspondance débute entre deux personnes, Rebecca, une actrice en fin de carrière, et Oscar, un écrivain accusé de harcèlement sexuel par Zoé, son ancienne attachée de presse. Le roman est uniquement épistolaire. Alors que les premiers échanges sont agressifs et que tout semble les opposer, une amitié nait entre les deux. Une troisième voix s'impose également, celle de Zoé. Leurs échanges balaient nombre de questionnements de société contemporains : le féminisme, les addictions dont ils cherchent à décrocher en participant aux Narcotiques anonymes, les réseaux sociaux, la résilience, l'amitié. L'humour, souvent acide, est également très présent.

## Réceptions critiques

### Plutôt positives
- L'Express parle d'un roman « à l'assaut des maux de la société contemporaine. En toute liberté »[10].
- Le Monde écrit : « Virginie Despentes en quête de réconciliation avec Cher connard, son lumineux nouveau roman »[11].
- Le Huffington Post déclare : « le nouveau roman de l’autrice de Vernon Subutex a beaucoup à dire de notre société »[12].
- Laurence Houot pour France Info estime que « Cher connard, comme son titre en forme d'oxymore l'indique, est un hymne à la sobriété et au dialogue, aujourd'hui quasiment rayé de notre paysage politique, social et intime, avec pourtant cette vertu d'apporter intelligence et apaisement. Avec ce roman en forme d'état des lieux à mi-parcours, Virginie Despentes s'en sort avec panache, comme d'habitude »[1].
- Vladimir de Gmeline, dans Marianne, écrit : « Finalement, j’ai lu Cher connard de Virginie Despentes et c'est un grand livre »[13].
- Dans le Nouvel Obs : « Cette figure de proue du renouveau féministe démontre pourtant avec Cher connard qu’elle sait être à la fois radicale et consensuelle, en appelant au dépassement de la guerre des sexes après #MeToo »
- Christian Desmeules dans Le Devoir écrit : « C’est parfois drôle, souvent irrévérencieux, que l’écrivaine recycle l’air du temps ou qu’elle crache au visage de l’époque. Mais au fil du temps et de lettre en lettre, chacun des correspondants finira par être perméable aux idées de l’autre »[14].
- Jean-Laurent Cassely dans L'Express parle de « l'ouvrage parfait de 2022 »[15].
- Courrier international relate que « Dans Cher connard, la modernité de Virginie Despentes frappe encore »[16].
- Nathalie Crom, dans Télérama : « il s'y dit énormément sur notre monde contemporain, ses violences, ses injustices et, face à elles, le désarroi de l'individu. Toutes choses que l'autrice de King Kong Théorie, 53 ans, met au jour et creuse avec acuité, colère, pénétration et empathie[17] ».
- Sophie Rosemont, dans Vogue : « En attendant que la société évolue, Virginie Despentes, elle, ne change pas. Et raconte, avec Cher connard, comment les interactions sociales, aussi décevantes, toxiques et déstabilisantes puissent-elles être, sont aussi capables de donner naissance à une amitié salvatrice[17] ».
- Pauline Leduc, dans Madmoizelle : « Aussi étourdissant que bouillonnant, Cher connard, grande fresque post MeToo, est aussi une ode à l'amitié, empreinte d'une étonnante douceur[17] ».
- Agnès Léglise, dans Rock & Folk : « Si Despentes nous écrivait autrefois de chez les moches, pour les moches, sa Rébecca-Béatrice démontre toutefois implacablement que chez les belles, c'est exactement le même misérable sexisme qui pourrit les vies et nous assujettit tous, femmes et hommes. […] ce Cher connard est le roman rock qui va faire sauter en l'air la rentrée littéraire[17] ».
- Yaël Hirsch, dans Toute La Culture : « Et l'on est ravis de retrouver Virginie Despentes qui mobilise toujours Nancy, le passé et les années punk et frime qu'on a adorées dans Vernon Subutex, pour éclairer un aujourd'hui persillé de masques et de covid, mais où la société a changé parce que les femmes parlent et qu'elles nous font réfléchir. Reste à savoir si les connards, eux aussi, peuvent changer[17] ».

### Plutôt négatives
- Éric Naulleau écrit dans Marianne : « À la différence des Liaisons dangereuses, le registre épistolaire s’avachit ici dans une langue informe, que l’on regarde couler comme un filet d’eau tiède ou qu’on subit comme un écoulement nasal par gros rhume »[18].
- Dans Transfuge, Vincent Jaury termine son édito : « Et il y a même des idées avec lesquelles je suis absolument d’accord avec elle : « la célébrité, ça rend con ». Oui, Virginie, ça rend con. Despentes, la Pascal Praud de gauche »[19].
- Dans Madmoizelle, Marion Olité écrit : « Cher Connard se boit comme du petit lait. Grâce à l’écriture de Virginie Despentes, incisive. Des passages bien punchy sur les féminicides, l’addiction ou le cinéma. Elle est forte, mais on passe trop de temps dans la tête d’Oscar. Le monde a besoin d’apprendre à être plus en empathie envers les dominés, pas les dominants ».
- Dans France Culture, Lucile Commeaux déplore : « La formule, ce n’est probablement pas la forme la plus adaptée à l’approfondissement d’une pensée radicale et c’est un peu la preuve que la faiblesse littéraire et esthétique n’est jamais une bonne nouvelle pour quelque combat politique que ce soit »[20].

## Chiffres de ventes
Le roman devient dès septembre le N° 1 des ventes de la rentrée littéraire d'automne 2022. 70.000 exemplaires sont ainsi vendus en l'espace de deux semaines.

## Prix et distinctions
- Le roman n'est pas pré-sélectionné pour le Goncourt 2022, pour une question éthique : la romancière en a été membre du jury pendant quatre ans[23].
- Le roman est en lice pour le Prix Médicis[24] 2022 dans la catégorie littérature française[25]

## Éditions
- Cher connard, éditions Grasset, 2022[26].  (ISBN 978-2-246-82651-4)